# Fiammamonza Aurora 1992-1993
Questa voce raccoglie le informazioni riguardanti la Fiammamonza Aurora nelle competizioni ufficiali della stagione 1992-1993.

## Rosa
Rosa aggiornata alla fine della stagione.
| N. |                   | Ruolo | Calciatrice           |
| -- | ----------------- | ----- | --------------------- |
|    | Italia (bandiera) | D     | Luana Amenta          |
|    | Italia (bandiera) | D     | Eleonora Blasi        |
|    | Italia (bandiera) | P     | Fabiana Comin         |
|    | Italia (bandiera) | D     | Simona Consonni       |
|    | Italia (bandiera) | C     | Stefania Cordone      |
|    | Italia (bandiera) | D     | Sabrina Cortese       |
|    | Italia (bandiera) | C     | Maria Teresa D'Errico |
|    | Italia (bandiera) | A     | Patrizia Faccio       |
|    | Italia (bandiera) | C     | Cristina Fruci        |
|    | Italia (bandiera) | C     | Graziella Giovine     |
|    | Italia (bandiera) | A     | Deborah Iagulli       |
|    | Italia (bandiera) | P     | Fortuna Illiano       |

| N. |                   | Ruolo | Calciatrice        |
| -- | ----------------- | ----- | ------------------ |
|    | Italia (bandiera) | C     | Anna Lagatta       |
|    | Italia (bandiera) | D     | Elena Marchetti    |
|    | Italia (bandiera) | C     | Debora Margutti    |
|    | Italia (bandiera) | A     | Silvana Mazzoleni  |
|    | Italia (bandiera) | D     | Cristina Negrini   |
|    | Italia (bandiera) | C     | Liliana Paggi      |
|    | Italia (bandiera) | D     | Maura Pedroni      |
|    | Italia (bandiera) | D     | Marisa Perin       |
|    | Italia (bandiera) | P     | Raffaella Raffaele |
|    | Italia (bandiera) | C     | Elena Rodolfi      |
|    | Italia (bandiera) | A     | Silvia Tagliacarne |
|    | Italia (bandiera) | C     | Laura Tavella      |